# 高斯磁定律
本条目中，向量與标量分別用粗體與斜體顯示。例如，位置向量通常用 {\displaystyle \mathbf {r} \,\!} 表示；而其大小則用 {\displaystyle r\,\!} 來表示。

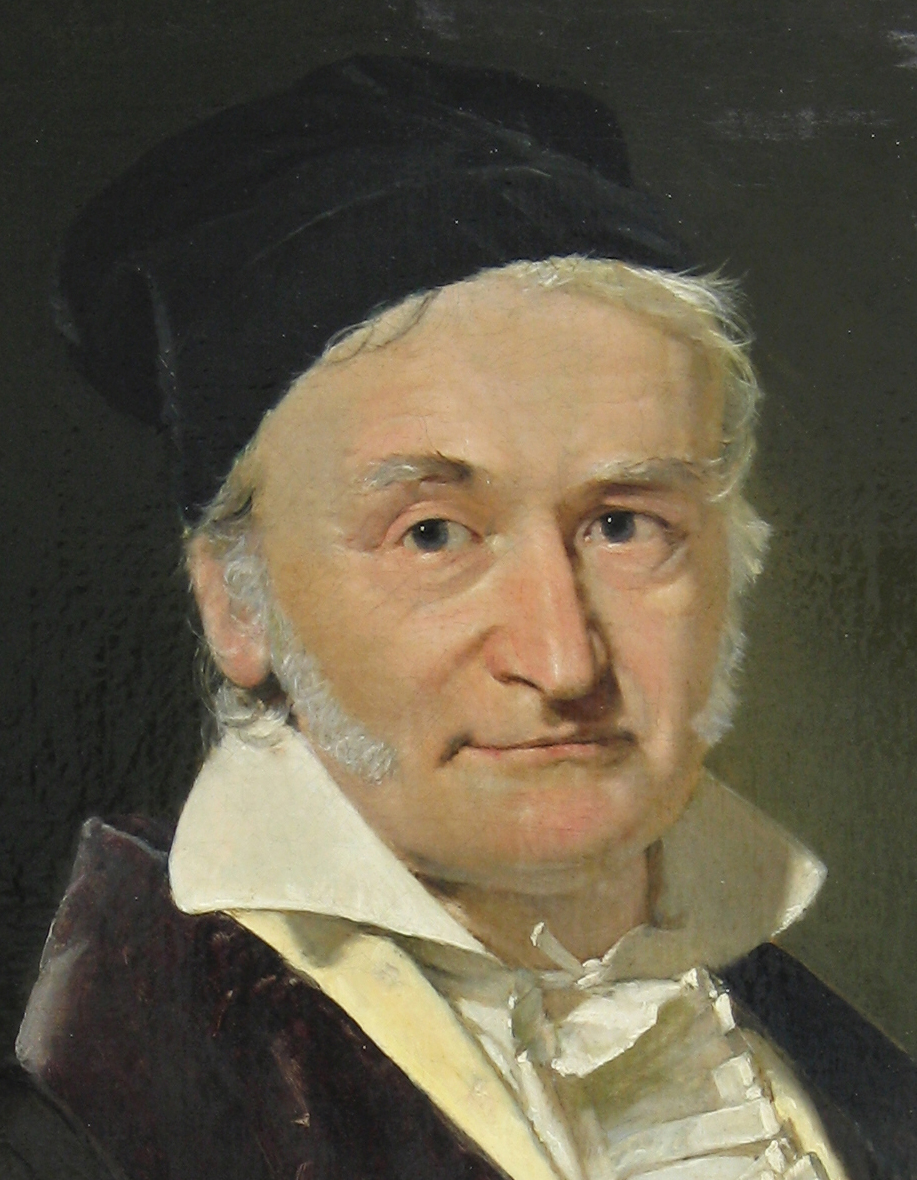
卡爾·高斯

在電磁學裏，高斯磁定律闡明，磁場（B場）的散度等於零。因此，磁場是一個螺線向量場。從這事實，可以推斷磁單極子不存在。磁的基本實體是磁偶極子，而不是磁荷。當然，假若將來科學家發現有磁單極子存在，那麼，這定律就必須做適當的修改，如稍後論述。高斯磁定律是因德國物理學者卡爾·高斯而命名。
在物理學界，很多學者使用「高斯磁定律」來指稱這定律，但並不是每一位學者都採用這名字。有些作者稱它為「自由磁單極子缺失」，或明確地表示這定律沒有取名字。還有些作者稱此定律為「橫向性要求」，因為在真空中或線性介質中傳播的電磁波必須是橫波。

## 理論方程式形式

閉曲面與開放曲面示意圖。左邊是閉曲面例子，包括球面、環面和立方體面；穿過這些曲面的磁通量等於零。右邊是開放曲面，包括圓盤面、正方形面和半球面；都具有邊界（以紅色顯示），不完全圍入三維體積。穿過這些曲面的磁通量不一定等於零。

高斯磁定律的方程式可以寫為兩種形式：微分形式和積分形式。根據散度定理，這兩種形式為等價的。
高斯磁定律的微分形式為
{\displaystyle \nabla \cdot \mathbf {B} =0\,\!} ；
其中，{\displaystyle \mathbf {B} \,\!} 是磁感應強度。
這是馬克士威方程組中的一個方程式。
高斯磁定律的積分形式為
{\displaystyle \oiint }{\displaystyle {\mathbb {S} }}{\displaystyle \mathbf {B} \cdot {\rm {d}}\mathbf {s} =0}
其中，{\displaystyle \mathbb {S} \,\!} 是一個閉曲面，{\displaystyle \mathrm {d} \mathbf {s} \,\!} 是微小面積分（請參閱曲面積分）。
這方程式的左手邊項目，稱為通過閉曲面的淨磁通量。高斯磁定律闡明這淨磁通量永遠等於零。

## 磁向量勢
根據亥姆霍兹分解（Helmholtz decomposition），因為磁場的散度等於零，必定存在有向量場 {\displaystyle \mathbf {A} \,\!} 滿足條件
{\displaystyle \mathbf {B} =\nabla \times \mathbf {A} \,\!} 。
這向量場 {\displaystyle \mathbf {A} \,\!} 稱為磁向量勢。
請注意並不是只有一個向量場 {\displaystyle \mathbf {A} \,\!} 滿足這條件。實際上，有無限多個解答。應用一項向量恆等式，
{\displaystyle \nabla \times (\nabla \phi )=0\,\!} ，
給予任意函數 {\displaystyle \phi \,\!} ，那麼， {\displaystyle \mathbb {A} =\mathbf {A} +\nabla \phi \,\!} 也是一個解答。磁向量勢的這種特性，稱為規範自由。

## 磁場線

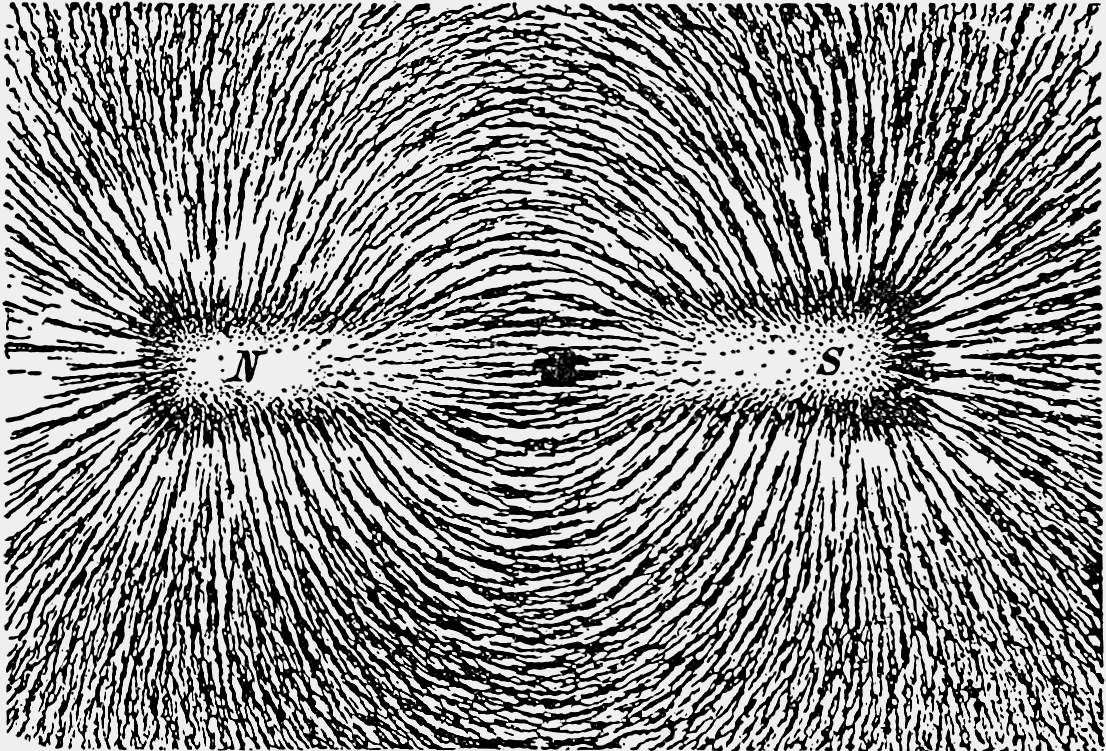
透過鐵粉顯示出的磁場線。將條狀磁鐵放在白紙下面，鋪灑一堆鐵粉在白紙上面，這些鐵粉會依著磁場線的方向排列，形成一條條的曲線，在曲線的每一點顯示出磁場線的方向。

磁場，就像任何向量場，可以用場線來描繪其軌跡。磁場線是一組曲線，其方向對應於磁場的方向，其面密度與磁場的大小成正比。因為磁場的散度等於零，磁場線沒有初始點，也沒有終結點。磁場線或者形成一個閉迴圈，或者兩個端點都延伸至無窮遠。

## 磁單極子
假若，有科學家發現磁單極子存在於宇宙，則高斯磁定律不正確，必須修正。磁場的散度會與磁荷密度 {\displaystyle \rho _{m}\,\!} 成正比：
{\displaystyle \nabla \cdot \mathbf {B} =\mu _{0}\rho _{m}\,\!} 。
其中，{\displaystyle \mu _{0}\,\!} 是磁常數。

## 必歐-沙伐定律
從必歐-沙伐定律，可以推導出高斯磁定律。必歐-沙伐定律闡明，設定電流密度 {\displaystyle \mathbf {J} (\mathbf {r} ')\,\!} ，則磁場為
{\displaystyle \mathbf {B} (\mathbf {r} )={\frac {\mu _{0}}{4\pi }}\int _{\mathbb {V} '}d^{3}r'\mathbf {J} (\mathbf {r} ')\times {\frac {\mathbf {r} -\mathbf {r} '}{|\mathbf {r} -\mathbf {r} '|^{3}}}\,\!} ；
其中，{\displaystyle \mathbf {r} '\,\!} 是源位置，{\displaystyle \mathbf {r} \,\!} 是場位置，{\displaystyle \mathbb {V} '\,\!} 是積分的體積，{\displaystyle d^{3}r'\,\!} 是微小體積元素。
應用一項向量恆等式，
{\displaystyle {\frac {\mathbf {r} -\mathbf {r} '}{|\mathbf {r} -\mathbf {r} '|^{3}}}=-\nabla \left({\frac {1}{|\mathbf {r} -\mathbf {r} '|}}\right)\,\!} ，
將這恆等式帶入必歐-沙伐方程式。由於梯度只作用於無單撇號的坐標，可以移到積分外，改為旋度：
{\displaystyle \mathbf {B} (\mathbf {r} )={\frac {\mu _{0}}{4\pi }}\nabla \times \int _{\mathbb {V} '}d^{3}r'{\frac {\mathbf {J} (\mathbf {r} ')}{|\mathbf {r} -\mathbf {r} '|}}\,\!} 。
應用一項向量恆等式，
{\displaystyle \nabla \cdot (\nabla \times \mathbf {A} )=0\,\!} 。
所以，高斯磁定律成立：
{\displaystyle \nabla \cdot \mathbf {B} =0\,\!} 。

## 參閱
- 磁矩
- 安培力定律
- 必歐-沙伐定律
- 電磁場的數學表述